# نادي لا فيينا
نادي لا فيينا إف سي هو نادي كرة قدم مصري يقع في محافظة بني سويف. يلعب النادي في الدوري المصري القسم الثاني منذ موسم 2022-2023 وذلك بعد أن صعد من القسم الثالث متصدراً للمجموعة الرابعة.

## التسمية
اسم النادي يرمز للعاصمة النمساوية فيينا باللغة الإسبانية واختيار الاسم وفقاً لمؤسس النادي محمود الأسيوطي كونه قضى في هذة المدينة 30 عاماً أما اختياره للفظ الإسباني في إشارة للكرة الإسبانية التي يعتبرها أعظم كرة قدم في العالم.

## التاريخ
في عام 2019 أعلن محمود الأسيوطي (مؤسس نادي الأسيوطي (بيراميدز حالياً) عن تأسيسه لنادي جديد. وفي مارس 2020 حصل الأسيوطي على حقوق والتراخيص المطلوبة لإنشاء النادي.